# Великий Бащелак
Великий Бащела́к (рос. Большой Бащелак) — село у складі Чаришського району Алтайського краю, Росія.

## Населення
Населення — 183 особи (2010; 275 у 2002).
Національний склад (станом на 2002 рік):
- росіяни — 99 %